# Christian August Friedrich Peters
Christian August Friedrich Peters, nemški astronom, * 7. september 1806, Hamburg, Nemčija, † 8. maj 1880, Kiel, Nemčija.
1. 1 2  data.bnf.fr: platforma za odprte podatke — 2011.
2. 1 2  Record #116108185 // Gemeinsame Normdatei — 2012—2016.